# Myristica rumphii
Espèce
Classification phylogénétique
Statut de conservation UICN

 VU  : Vulnérable
Myristica rumphii est une espèce de plantes du genre Myristica de la famille des Myristicaceae.